# 竹富島交通

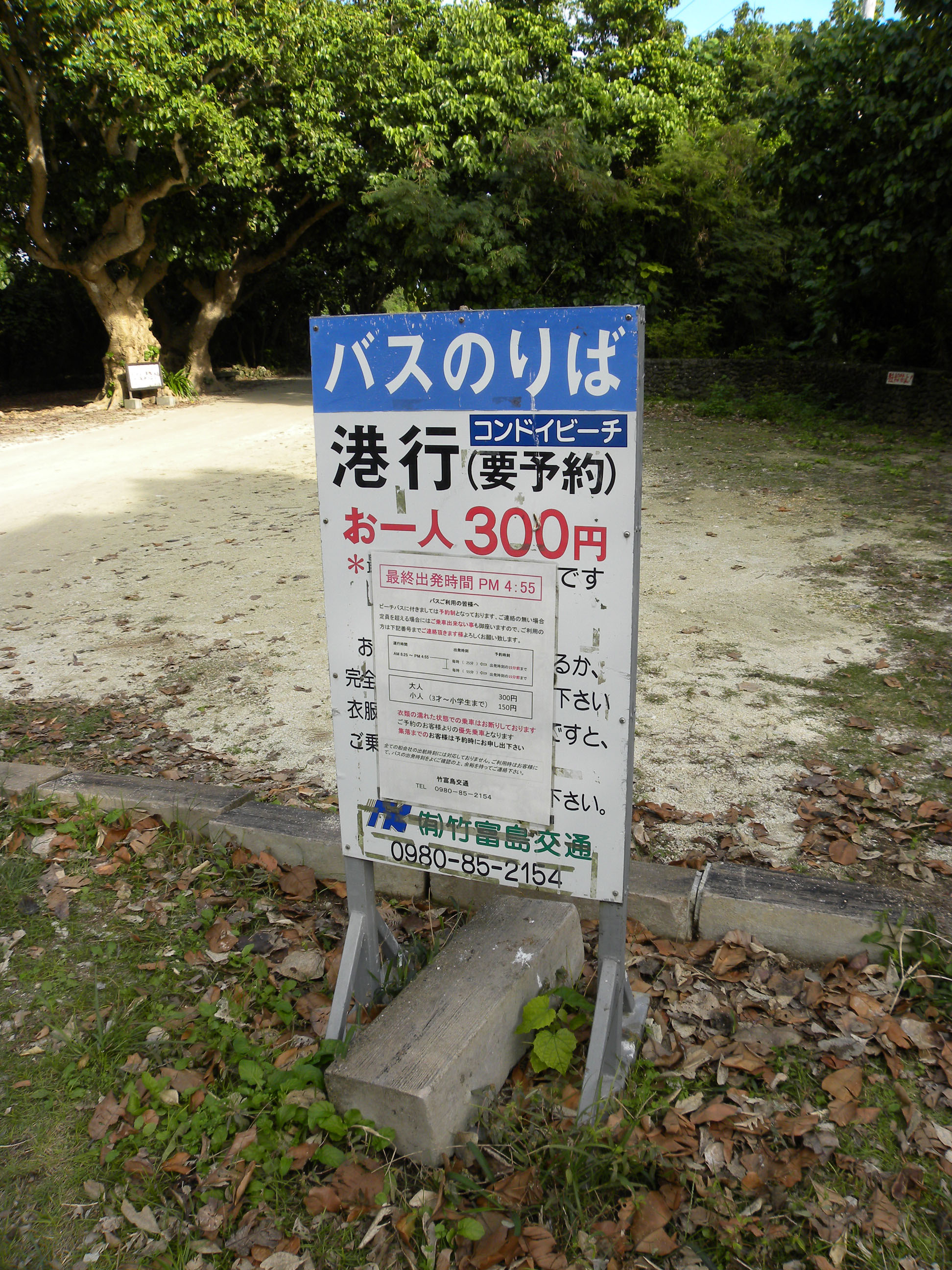
路線バスのバス停（コンドイビーチ）

有限会社竹富島交通（たけとみじまこうつう）は、沖縄県八重山郡竹富町に本社を置き、同町の竹富島島内でバス・トラック事業を行う事業者である。
それまで各個人事業主が個別に行っていた竹富島の島内におけるバス輸送・トラック輸送を組織化し、2001年（平成13年）に設立された。社団法人日本バス協会の会員にはなっていない。
以前は自家用の白ナンバー車を使用しており、車体に有償運送と表示していた。
島の北東部にある竹富東港を起点に、中央部の集落、南東部のカイジ浜、南西部のコンドイ浜に向かう路線バスを石垣島～竹富島間の定期船の時刻に合わせて運行する(一部接続していない便あり)
路線バスのほかに島内定期観光バスの運行もあり、港～カイジ浜(下車観光)～コンドイビーチ(車窓見学)～集落(下車散策)～港をドライバーのガイドで観光するコースがある。別会社の利用となるが集落(下車散策)を徒歩でなく水牛車で巡るバス観光+水牛車観光コース(追加料金あり)もある。

## 車両
トヨタ・ハイエースと、トヨタ・コースター、三菱ローザを使用している。

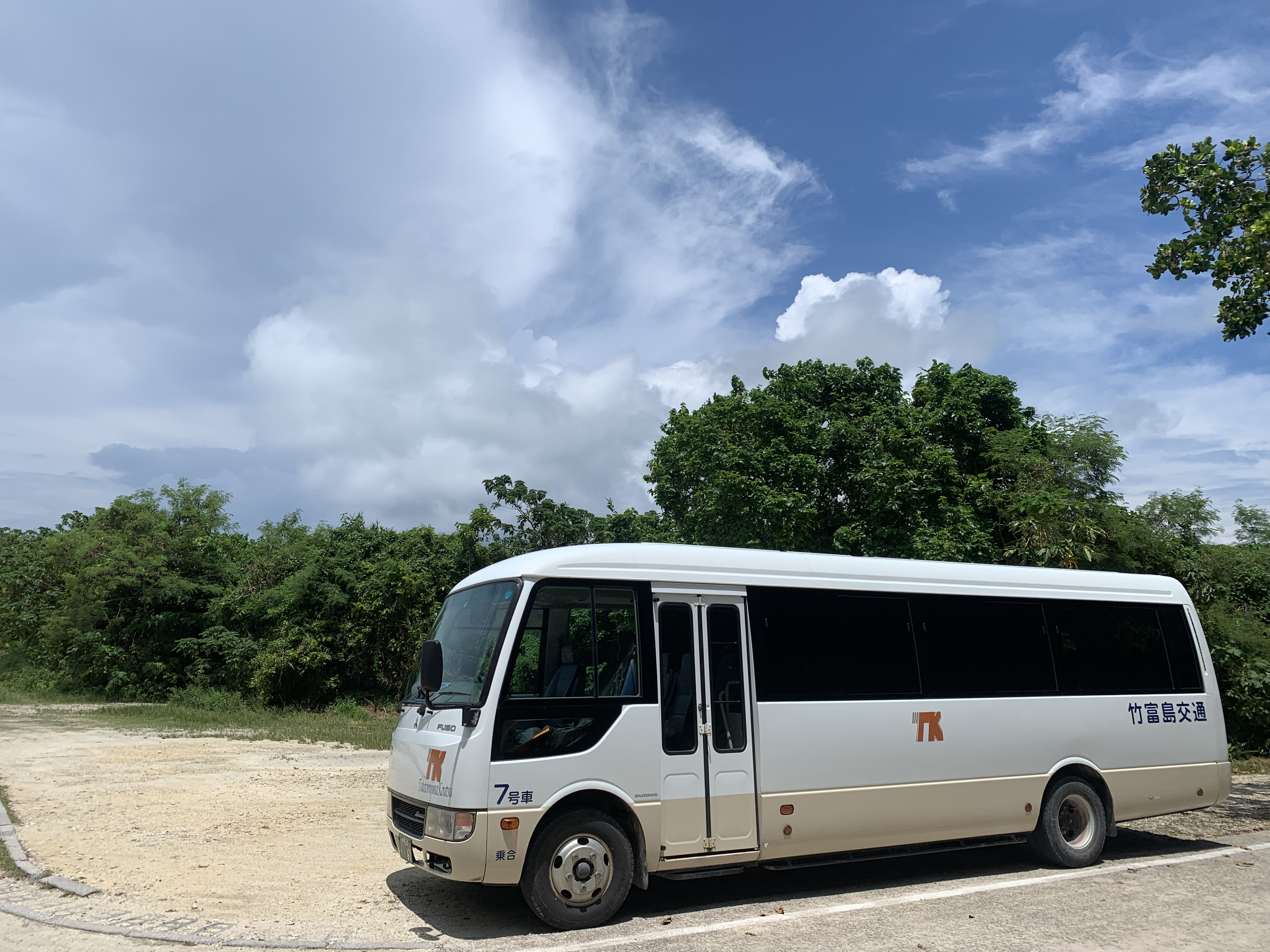
定期観光バスで使用する「三菱ローザ」
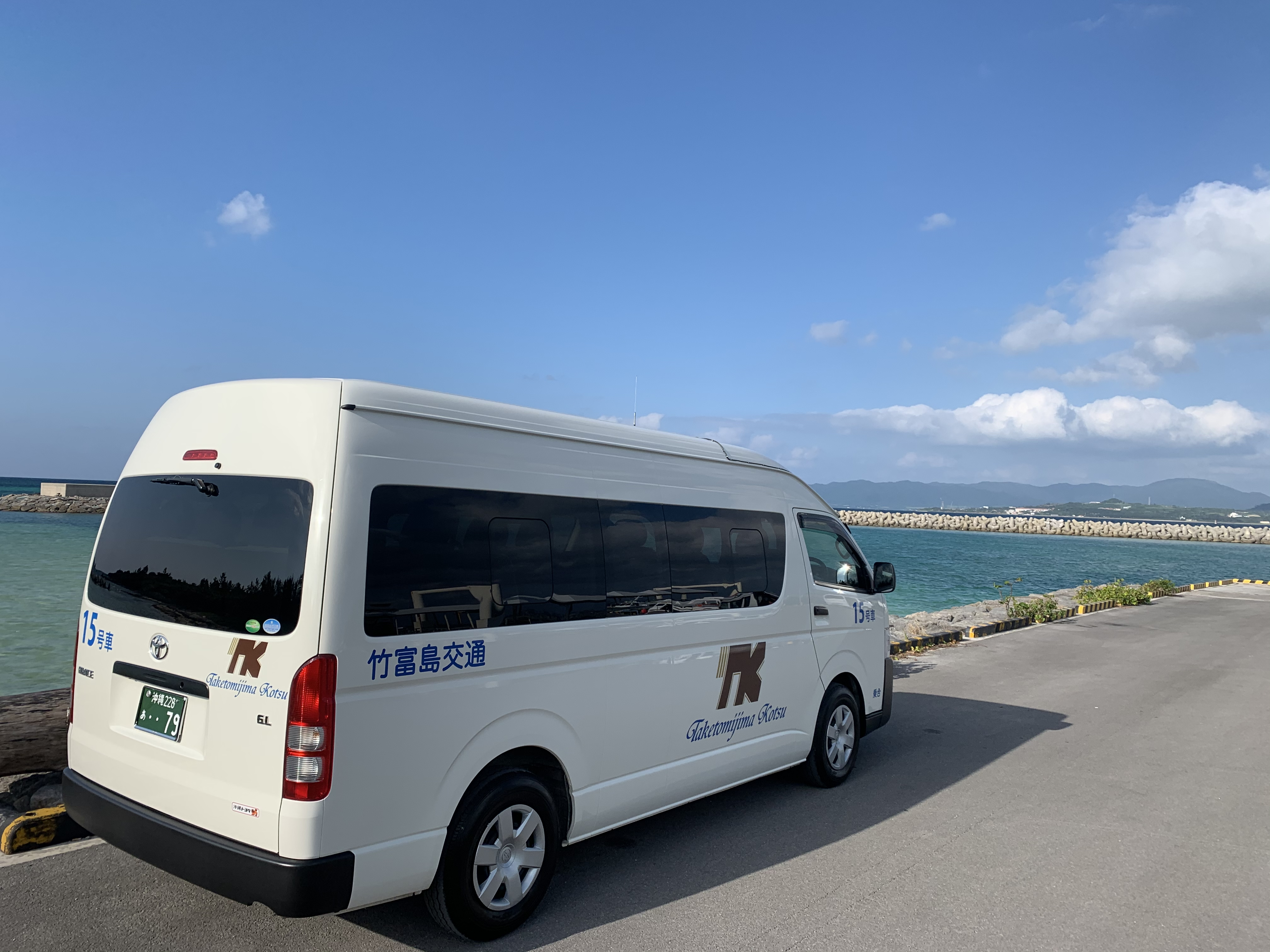
トヨタ　ハイエース(主に路線バスで使用)
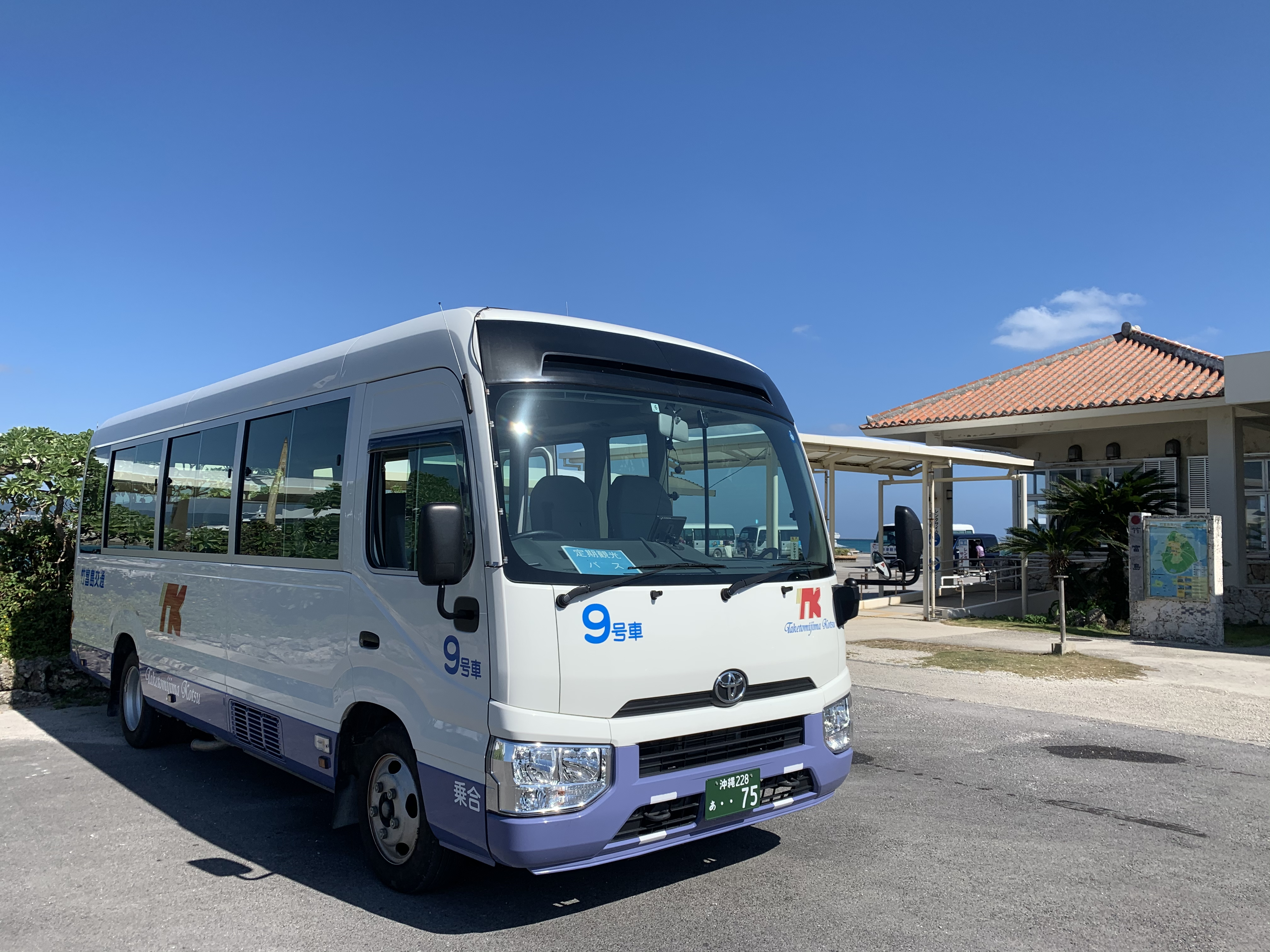
定期観光バスとして使用する「トヨタ　コースター」